# Ideoblothrus papillon
Ideoblothrus papillon es una especie de arácnido del orden Pseudoscorpionida de la familia Syarinidae.

## Distribución geográfica
Se encuentra en el oeste de Australia.